# Sóng gió gia tộc 3
Sóng gió gia tộc 3 (tên tiếng Anh: Heart And Greed 3; tên tiếng Hoa: 溏心風暴3; tên khác: Đường tâm phong bạo 3) là một bộ phim của Hồng Kông do TVB và Tencent Penguin Pictures sản xuất. Bộ phim tiếp nối thành công của loạt phim gia đình nổi tiếng của TVB với hai phần đầu tiên là Sóng gió gia tộc (2006) và Sức mạnh tình thân (2008). Phim có sự tham dự của bốn diễn viên kỳ cực bao gồm Lý Tư Kỳ, Hạ Vũ, Mễ Tuyết và Quan Cúc Anh cùng các diễn viên nổi tiếng khác như Huỳnh Tông Trạch, Vương Hạo Tín, Sầm Lệ Hương, Huỳnh Thuý Như, Hàn Mã Lợi, Nguyễn Triệu Tường, Lý Quốc Lân, Tưởng Chí Quang và Đường Văn Long. Phim được thực hiện bởi giám chế Lưu Gia Hào.
Bộ phim này được tài trợ bởi "Cuhuah Restaurant Group".

## Nội dung
Lăng Lệ Huỳnh (do Lý Tư Kỳ đóng) cùng chồng – Huỳnh Vĩnh Chính (do Hạ Vũ đóng), nỗ lực làm ăn, biến tiệm trà nhỏ thành tập đoàn lớn, kiêm luôn kinh doanh bất động sản. Đang trên đà phát triển, Chính biết tin ân nhân của mình năm xưa – Hứa Nhã Lân (do Lý Quốc Lân đóng), sắp bị mất cơ nghiệp in ấn trăm năm. Để cứu Lân, Chính buộc nghe theo lời em vợ – Lăng Thừa Phong (do Huỳnh Tông Trạch đóng), đưa tập đoàn lên sàn chứng khoán, sáp nhập với công ty của Lân. Nhờ kế sách này, cổ phiếu của hai bên đều tăng cao. Tuy nhiên, xung đột giữa hai gia tộc cũng bắt đầu từ đây. Nhà họ Huỳnh xuất thân bần hàn, còn họ Hứa xuất thân phú hào. Trong thâm tâm, người nhà của Hứa Lân luôn coi thường gia đình của Vĩnh Chính. Vì lẽ này, em dâu của Chính là Lương Thuận Hoa (do Quan Cúc Anh đóng), thường xuyên kiếm chuyện, gây bất hòa với vợ của Lân – Dư Tú Lệ (do Mễ Tuyết đóng), cho bỏ ghét. Quan hệ giữa hai gia tộc trở nên tồi tệ khi họ phát hiện con trai của Chính – Huỳnh Vi Gia (do Vương Hạo Tín đóng), và con gái một của Lân – Hứa Bối Nhi (do Sầm Lệ Hương đóng), đang yêu nhau. Vợ chồng Nhã Lân ra sức ngăn cản, khiến Vi Gia phải rời khỏi Hồng Kông. Chưa hết đau lòng vì đứa con trai, Lệ Huỳnh lại phải gánh chịu tiếng xấu của con gái cả – Huỳnh Dĩ Ái (do Trần Mẫn Chi đóng). Ái say mê một người đàn ông đã có vợ, bất chấp dư luận. Chuyện tình của cô trở thành cái cớ để nhà họ Hứa mỉa mai, châm chọc gia đình của Chính. Trong lúc đó, Thừa Phong bỗng dưng thay đổi tính tình. Anh quay lưng với người mà mình thầm thương trộm nhớ bấy lâu – Phương Hy Văn (do Huỳnh Thúy Như đóng). Thực chất, Thừa Phong đang ôm một kế hoạch, trả thù chính gia đình của anh ta...

## Diễn viên

### Nhà họ Hoàng
| Diễn viên              | Nhân vật                                                                    | Miêu tả |
| ---------------------- | --------------------------------------------------------------------------- | ------- |
| Hạ Vũ                  | Hoàng Vĩnh Chánh                                                            |         |
| Lý Tư Kỳ               | Lăng Lệ Huỳnh                                                               |         |
| Lê Nặc Ý (lúc trẻ)     | Huỳnh Vĩnh Xương                                                            |         |
| Âu Thoại Vĩ            | Huỳnh Vĩnh Xương                                                            |         |
| Hà Nhạn Thi (lúc trẻ)  | Lương Thuận Hoa                                                             |         |
| Quan Cúc Anh           | Lương Thuận Hoa                                                             |         |
| Huỳnh Tông Trạch       | Lăng Thừa Phong                                                             |         |
| Nguyễn Thiệu Tường     | Lương Tán                                                                   |         |
| Nghê Tử Đồng (lúc nhỏ) | Hoàng Dĩ Ái                                                                 |         |
| Trần Mẫn Chi           | Hoàng Dĩ Ái                                                                 |         |
| Trần Học Văn (lúc nhỏ) | Hoàng Vi Gia                                                                |         |
| Vương Hạo Tín          | Hoàng Vi Gia                                                                |         |
| Ngô Hương Luân         | Chị Quỳnh                                                                   |         |
| Trịnh Ngọc Nghi        | Chị Hà                                                                      |         |
| Mễ Tuyết               | Dư Tú Huệ Vợ của Hứa Xương Nam                                              |         |
| Lý Quốc Lân            | Hứa Xương Nam Chồng của Dư Tú Huệ                                           |         |
| Sầm Lệ Hương           | Hứa Bối Nhi Con gái của Hứa Xương Nam và Dư Tú Huệ Bạn gái của Hoàng Vi Gia |         |
| Đường Văn Long         | Trịnh Lập An Bạn trai của Huỳnh Dĩ Ái                                       |         |

### Nhà họ Hứa / Nhà họ Dư
| Diễn viên       | Nhân vật        | Miêu tả |
| --------------- | --------------- | ------- |
| Lương Thuần Yến | Hứa Bảo Vận Cầm |         |
| Châu Thông      | Dư Học Đức      |         |
| Lý Quốc Lân     | Hứa Nhã Lân     |         |
| Mễ Tuyết        | Dư Tú Lệ        |         |
| Lý Thành Xương  | Hứa Nhã Đốn     |         |
| Trang Tư Mẫn    | Nhã Lị San      |         |
| Sầm Lệ Hương    | Hứa Bối Nhi     |         |
| Lâm Tích Trinh  | Susan           |         |
| Mã Gia Lị       | Mayling         |         |
| Huỳnh Chí Vinh  | A Quảng         |         |

### Nhà họ Trịnh
| Diễn viên      | Nhân vật     | Miêu tả                                                                                |
| -------------- | ------------ | -------------------------------------------------------------------------------------- |
| Đường Văn Long | Trịnh Lập An |                                                                                        |
| Hồ Lâm         | Daphne       |                                                                                        |
|                |              | Vợ hai của Trịnh Lập An Đang mang thai đứa con của Trịnh Lập An Xuất hiện trong tập 40 |
|                | Candice      |                                                                                        |
| Morgan Ervita  | Mia          |                                                                                        |

### Nhà họ Dương
| Diễn viên    | Nhân vật          | Miêu tả |
| ------------ | ----------------- | --- |
| Hàn Mã Lợi   | Dương Phùng Mỹ Mỹ | Bà Dương Chủ tịch Hội đồng Quản trị Tập đoàn Tuấn Chú Người siêu giàu với tài sản cá nhân hơn mười tỷ Đô la Mỹ Mẹ của Dương Văn Tuấn Trong tập 34, trở thành bạn của Hứa Nhã Lân và Dư Tú Lệ nhưng cuối cùng đã trở mặt Tác hợp cho Dương Văn Tuấn với Hứa Bối Nhi thành một cặp Xuất hiện trong tập 19 khi từ Anh trở về Hồng Kông Trong tập 33, tham gia giao dịch với Dư Tú Lệ, rót vốn cho Hứa Nhã Lân 5 tỷ Trong tập 36, do nghe tin Hứa Bối Nhi đã giết Dương Văn Tuấn nên đã trở mặt và gây mâu thuẫn với nhà họ Hứa, đồng thời bắt họ trả lại 5 tỷ Sau đó, cô đã được đưa vào bệnh viện do quá đau đớn về sự mất mát của con trai. Cuối cùng, cô hồi phục và xuất viện. |
| Trần Trí Sân | Dương Văn Tuấn    | Brian Người kế thứa của Tập đoàn Tuấn Chú / Nghệ sĩ dương cầm Con trai của Phùng Mỹ Mỹ Chồng quá cố của Hứa Bối Nhi Tình địch của Huỳnh Vi Gia Con rể của Hứa Nhã Lân và Dư Tú Lệ (từ tập 34) Cháu rể của Dư Học Đức và Bảo Vận Cầm (từ tập 34) Cháu rể của Hứa Nhã Đốn và Nhã Lị San (từ tập 34) Xuất hiện trong tập 19 Trong tập 21, anh bị Hứa Bối Nhi từ chối nên đã đi sang Viên Trong tập 34, anh chính thức kết hôn với Hứa Bối Nhi Trong tập 35 (hai năm sau), anh chết trong một vụ tai nạn xe hơi |
| Hạ Ngọc Lân  |                   | Tài xế của nhà họ Dương (xuất hiện trong tập 36) |

### Nhà họ Tống
| Diễn viên      | Nhân vật    | Miêu tả |
| -------------- | ----------- | ------- |
| Huỳnh Trí Hiền | Tống Hữu Cơ |         |
| Kỷ Bái         | Tống Huệ Kỳ |         |

### Diễn viên khác
| Diễn viên      | Nhân vật    | Miêu tả |
| -------------- | ----------- | --- |
| Trịnh Tử Thành | Lưu Tùng Cơ | C.K. Giáo sư đại học Giáo viên cũ của Dương Văn Tuấn Chuyên viên điều chỉnh thị trường kinh tế Đại Lục Xuất hiện trong tập 5 |